# Flygknot
Flygknot (Dactylopterus volitans) är en art av fiskar som först beskrevs av Carl von Linné 1758. Flygknoten ingår i släktet Dactylopterus och familjen Dactylopteridae. Inga underarter finns listade i Catalogue of Life.
Flygknoten förekommer i tropiska och varma tempererade vatten på båda sidor av Atlanten. På den amerikanska sidan förekommer den så långt norr ut som Massachusetts (sällsynt så långt som till Kanada) och söderut till Argentina, inklusive Karibiska havet och Mexikanska golfen. På den europeiska och afrikanska sidan förekommer den från Engelska kanalen i norr, till Angola i söder, inklusive Medelhavet. Närbesläktade arter förekommer i Indiska oceanen och Stilla havet.
Under upphetsat tillstånd breder den ut sina vingliknande bröstfenor som är semitransparenta med självlysande klarblå kanter. "Vingarna" har den för att skrämma bort predatorer och den har inte glidflyktförmåga som flygfiskar, trots sitt trivialnamn. Den kan bli upp till 50 cm lång, väga 1,8 kg och den har stora ögon.